# Big room house
Big room house (også kendt som Bigroom, Big room, Bigroom house, Festival house), er en musikgenre, der oprindeligt var en undergenre af elektrohouse, men nu ofte er refereret til, som en separat genre med dens egne underformater. Den stammer fra house-genrer, som var populære i de senere 2000'er: Elektrohouse, dutch House, techhouse og progressiv house, men implementeret en masse af nye funktioner mere lignende til andre EDM-genrer. Den beholder fire-på-gulvet-beatet og et tempo fra 126-132 BPM, selvom dens rille er meget mere aggressiv. Percussionen er fokuseret på et stærkt, bastungt og stødende kick, ligner hardstyle til tider. En af signaturelementerne er "pryda-snaren" - en tyk, komprimeret snaretromme på slutningen af sætningerne. Melodierne i droppet er som regel spillet af syntetiske led, lignende til dem i elektrohouse, dutch house og hardstyle. Nogle numre fokuserer endda helt på rytmen og sørger ikke for nogen melodicisme i droppet. Drops er forud for trance-påvirket intense opbygninger og sammenbrud med hymne, mindre akkordprogressioner, normalt spillet af stødende plukker og supersave. En af de mest vigtige funktioner af big room house-lyden er den tunge brug af rumklang og hvid støj, hvilket opnår en festlig atmosfære.
Begrebet blev først brugt (og er stadigt nogle gange) som et adjektiv. Allerede i midt-2000'erne, blev det beskrevet som numre med mere rumklang og kompression, hvilket lavede dem lyd som om de var spillet i et stort rum. Big Room Trance, karakteriseret ved denne lyd og elektrohouse-påvirket synths, opstod i de senere 2000'er med kunstnere såsom W&W og Ummet Ozcan, som begge senere blev en af nøgle-big-room-house-kunstnerne. I mellemtiden, var udgivelser fra Axwell, Steve Angello og Laidback Luke refereret til som big room house, inklusive en stilart senere hen kendt som festival progressiv house. På den anden side, bidrog ukorrekt kategorisering på Beatport indtil 2016, og afsky hen imod forening med big room house i løbet af dens spids, til forvirringen omkring genrene.
2010 er som regel markeret som den passende begyndelse for genren. Hardwell og Swedish House Mafia er taget i betragtning som pionerer, med deres mærker som blev hjem til første big-room-house-produktioner, sammen med Doorn Records. Hard Rock Sofa og Dimitri Vegas & Like Mike skubbede også denne stilart siden begyndelsen. Efterfølgende af succesen af "Epic", hvilket ofte er taget i betragtning til at definere genren, opnået big room house en enorm mængde af popularitet i efterfølgende år og blev den mest populære EDM-genre indtil midt-2010'erne. Den dominerede mainstream EDM-festivaler og store mærker såsom Spinnin' Records, med mange kunstnere fra andre genrer bevæger sig hen til at producere big room house. På trods af at sjældent være med sangtekster, nåede den popularitet langt ud over EDM-scenen, med succesfulde numre som "Animals" og "Toulouse". Genrens popularitet faldt væsentligt i de senere 2010'er og de fleste kunstnere gik i forskellige retninger, med de mest bemærkelsesværdige undtagelser er Hardwell og Blasterjaxx. Deres mærker Revealed Recordings og Maxximize Records sammen med Rave Culture og nogle få andre andre Armada Music-undermærker forblev de største knudepunkter af genren. Senere produktioner var som regel mindre minimalistiske og endda mere påvirket af hardstyle og trance.
Big room house sammensmeltede med mange andre EDM-genrer, især andre højt festivalvenlige som Melbourne bounce, hørt i numre som "Burnin". Den havde også en indvirkning på fremkomsten af nye undergenrer, såsom jungle terror og festival bass, begge stammer fra 2012. Senere år så en stigning af big room psytrance, big room techno og future rave.
I Danmark har vi ikke mange der producerer Big room house, vi har dog navne som Hedegaard, Kato, Jonas Andersen, og Tribal Kush.